# Дзаккерони, Альберто
Альбе́рто Дзаккеро́ни (итал. Alberto Zaccheroni; род. 1 апреля 1953, Мельдола, Эмилия-Романья) — итальянский футбольный тренер. Один из немногих тренеров, который работал во всех трёх ведущих итальянских клубах — «Ювентусе», «Милане» и «Интере».

## Карьера
Дзаккерони начал свою карьеру в клубах низших итальянских лиг — «Чезенатико», «Риччоне», «Бока Сан-Ландзаро», «Баракка Луго». Затем Дзаккерони возглавил «Венецию», «Болонью» и «Козенцу», про которую он сказал, что «она самая красивая в моей карьере». В 1995 году Дзаккерони возглавил клуб «Удинезе», сменив тактику команды на 3-4-3, увиденную у Зденека Земана. Впервые он использовал её в матче с «Ювентусом», когда игрок обороны «Удинезе» был удалён. Этой схемы он придерживался во всех своих командах, при атаке трансформируя её в 3-4-2-1, с двумя вингерами, благодаря чему на определённых участках поля у игроков «Удинезе» появлялось численное преимущество. В сезоне 1997-1998 клуб из Удине занял 3-е место в чемпионате, а нападающий клуба Оливер Бирхофф стал лучшим бомбардиром первенства, после этого Дзаккерони пригласил «Милан».

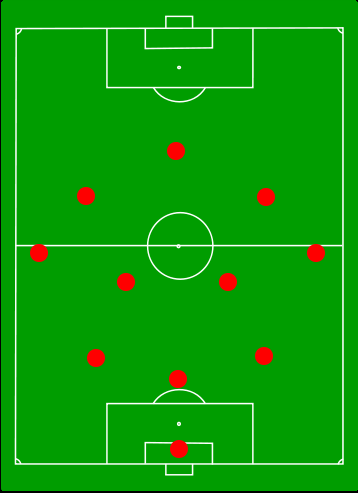
Схема игры Дзаккерони

Первыми решениями Альберто на посту россонери стало приглашение игроков «Удинезе» Бирхоффа и Томаса Хельвега. И первый же сезон, который был годом столетия клуба, «Милан» выиграл «скудетто», опередив лидирующий «Лацио», после впечатляющего «спурта», во время которого было одержано 7 побед в 7-ми последних турах. Однако, уже следующий сезон вышел не таким впечталяющим: клуб занял лишь 3-е место и рано вылетел из Лиги чемпионов. А в середине сезона 2000/01 Сильвио Берлускони уволил Дзаккерони, после очередного поражения в лиге чемпионов от «Пари Сен-Жермен». Вообще отношения Дзаккерони с главным «боссом» «Милана» были достаточно натянутыми, Берлускони постоянно критиковал тактику Дзаккерони игры в три защитника, играющих зонно, а перед увольнением сравнил Альберто с ткачём, которому нужно хорошее полотно, но который сам ткать не умеет.
В 2001 году Дзаккерони возглавил «Лацио», сменив уволенного Дино Дзоффа, однако работа в римском клубе не удалась: «Лацио» дважды проиграл в дерби «Роме» включая встречу во втором круге чемпионата с унизительным счётом 1:5. Помимо этого, клуб вылетел уже в первом групповом раунде Лиги Чемпионов а в 1/4 финала кубка Италии уступил бывшему клубу тренера «Милану». Фанаты «лациале» постоянно критиковали Дзаккерони за осторожный футбол, несмотря на звёздный состав команды, в числе которых были Алессандро Неста, Синиша Михайлович, Эрнан Креспо, Яп Стам, Анджело Перуцци, Гаиска Мендьета, Диего Симеоне и многие другие. «Лацио» с Дзаккерони занял лишь 6-е место, завоевав последнюю «путёвку» в Кубок УЕФА в финальном матче тура против «Интера» (лишив их в свою очередь шансов на победу в чемпионате). После окончания сезона Дзаккерони сменил Роберто Манчини.
В 2003 году Дзаккерони возглавил клуб «Интернационале», заменив уволенного после 7-ти туров Эктора Купера. Начало в «Интере» вышло впечатляющим — клуб из 8-ми матчей выиграл 7, а в конце сезона завоевал для клуба 4-е место и право участия в Лиге чемпионов, хотя в том сезоне случилось «ужасное» поражение от лондонского «Арсенала» 1:5. Но президент «Интера» Массимо Моратти предпочёл расстаться со специалистом, заменив его, как и в «Лацио», на Роберто Манчини.
Два года Дзаккерони был без работы, он являлся главным претендентом на должность тренера английского клуба «Кристал Пэлас», но сделка не состоялась. А 7 сентября 2006 года Дзаккерони подписал контракт с «Торино», но, начав с серии побед, включая успех в матче с «Эмполи» в день столетия клуба, клуб попал в полосу неудач, и после 6-ти подряд поражений Дзаккерони «указали на дверь», уволив его 26 февраля 2007 года.
29 января 2010 года Дзаккерони был назначен главным тренером «Ювентуса», подписав контракт до конца сезона. В «Юве» Дзаккерони сразу стал строить команду вокруг его традиционной схемы 3-4-3. Команда под его руководством стала выступать лучше, чем под наставничеством предыдущего тренера клуба, Чиро Феррары. Сам Альберто говорил о том, что начинает понимать клуб, вся проблема которого сводилась, по его мнению, к физической готовности команды. По мнению некоторых экспертов, например бывшего тренера «Ювентуса», Дино Дзоффа, клуб не стал демонстрировать лучшую игру. Несмотря на это, руководство команды стало рассматривать возможность продлить контракт Дзаккерони. 18 марта 2010 года в матче Лиги Европы «Ювентус» проиграл 1:4 английскому «Фулхэму» и вылетел из розыгрыша турнира. В конце сезона Дзаккерони заявил:

«Много кто сожалеет, что я не смог улучшить положение „Ювентуса“, но я столкнулся с трудностями, которых не ждал. Тренер хорош тогда, когда имеет возможность выбирать. У нас было слишком много травмированных футболистов. Если бы на матчи против „Сиены“, „Фулхэма“, „Сампдории“ и „Наполи“ мы подошли в оптимальном составе, результат был бы другим. В этом составе я не увидел ни одного футболиста, способного спасти плохой сезон»

30 августа 2010 года назначен главным тренером сборной Японии. 29 января 2011 года выиграл с этой сборной Кубок Азии 2011 и квалифицировался в финальную часть чемпионата мира в Бразилии. Однако на самом «мундиале» японцы не оправдали ожиданий болельщиков и не сумели преодолеть групповой этап. Наиболее тяжким оказалось крупное поражение от колумбийской сборной со счётом 1:4 в заключительном матче группового этапа. После окончания чемпионата мира Дзаккерони ушёл в отставку.
16 октября 2017 года назначен главным тренером сборной ОАЭ. Под руководством итальянского специалиста ОАЭ достаточно успешно выступили на Кубке Азии 2019, дойдя до полуфинала турнира и выбив по ходу действующего чемпиона сборную Австралии. Однако в полуфинале ОАЭ со счётом 0:4 уступили будущего чемпиону Катару.

## Достижения

### Тренерские
«Милан»
- Чемпион Италии: 1999

Сборная Японии
- Обладатель Кубка Азии: 2011
- Победитель Кубка Восточной Азии: 2013

### Личные
- Обладатель премии «Золотая скамья»: 1997, 1999
- Футбольный тренер года в Италии: 1999 (Оскар дель Кальчо)